# 1745 w muzyce
Wydarzenia muzyczne w 1745 roku.

## Wydarzenia
- Thomas Arne nowa orkiestracja God Save the Queen
- Fryderyk Wielki Hohenfriedberger Marsch

## Urodzili się
- 22 lutego – João de Sousa Carvalho, portugalski kompozytor i pedagog (zm. 1799 lub 1800)
- 7 kwietnia – Jiří Družecký, czeski kompozytor, oboista i kotlista (zm. 1819)
- 27 października – Maksym Berezowski, ukraiński kompozytor, skrzypek i śpiewak (zm. 1777)
- 9 grudnia – Maddalena Laura Sirmen, włoska kompozytorka, skrzypaczka i śpiewaczka (zm. 1818)
- 25 grudnia – Joseph Bologne, Chevalier de Saint-Georges, francuski kompozytor, wirtuoz skrzypiec (zm. 1799)

## Zmarli
- 9 maja – Tomaso Antonio Vitali, włoski kompozytor i skrzypek (ur. 1663)
- 28 czerwca – Antoine Forqueray, francuski kompozytor późnego baroku (ur. 1672)
- 23 grudnia – Jan Dismas Zelenka, czeski, niemieckojęzyczny kompozytor epoki późnego baroku, kontrabasista i kapelmistrz (ur. 1679)

## Dzieła operowe
- Jean-Philippe Rameau Platée
- Georg Friedrich Händel Hercules
- Georg Friedrich Händel Comus